# Carlos Pérez Soto
Carlos Aurelio Pérez Soto (Santiago, Chile, 6 de octubre de 1954) es un filósofo y profesor de física chileno, docente de varias universidades e investigador en Ciencias Sociales, autor de obras en un amplio espectro temático: Filosofía de la Ciencia y Epistemología, Filosofía Política y Marxismo, Hegel ,Historia de la danza, Antipsiquiatría.

## Biografía
Egresó del Liceo de Aplicación. En 1972 ingresó a la Facultad de Educación de la Universidad de Chile, a la carrera de pedagogía en física y obtuvo en 1979 el título de Profesor de Estado en Física, su único grado académico formal. Aunque inició sus estudios en una época de auge de la participación política del movimiento estudiantil durante el gobierno de Salvador Allende, la mayor parte de su vida de estudiante transcurrió durante los años de la dictadura militar chilena.
Entre 1975 y 1999 trabajó como profesor de física de enseñanza media (la secundaria del sistema educacional chileno) en liceos y colegios de Santiago.

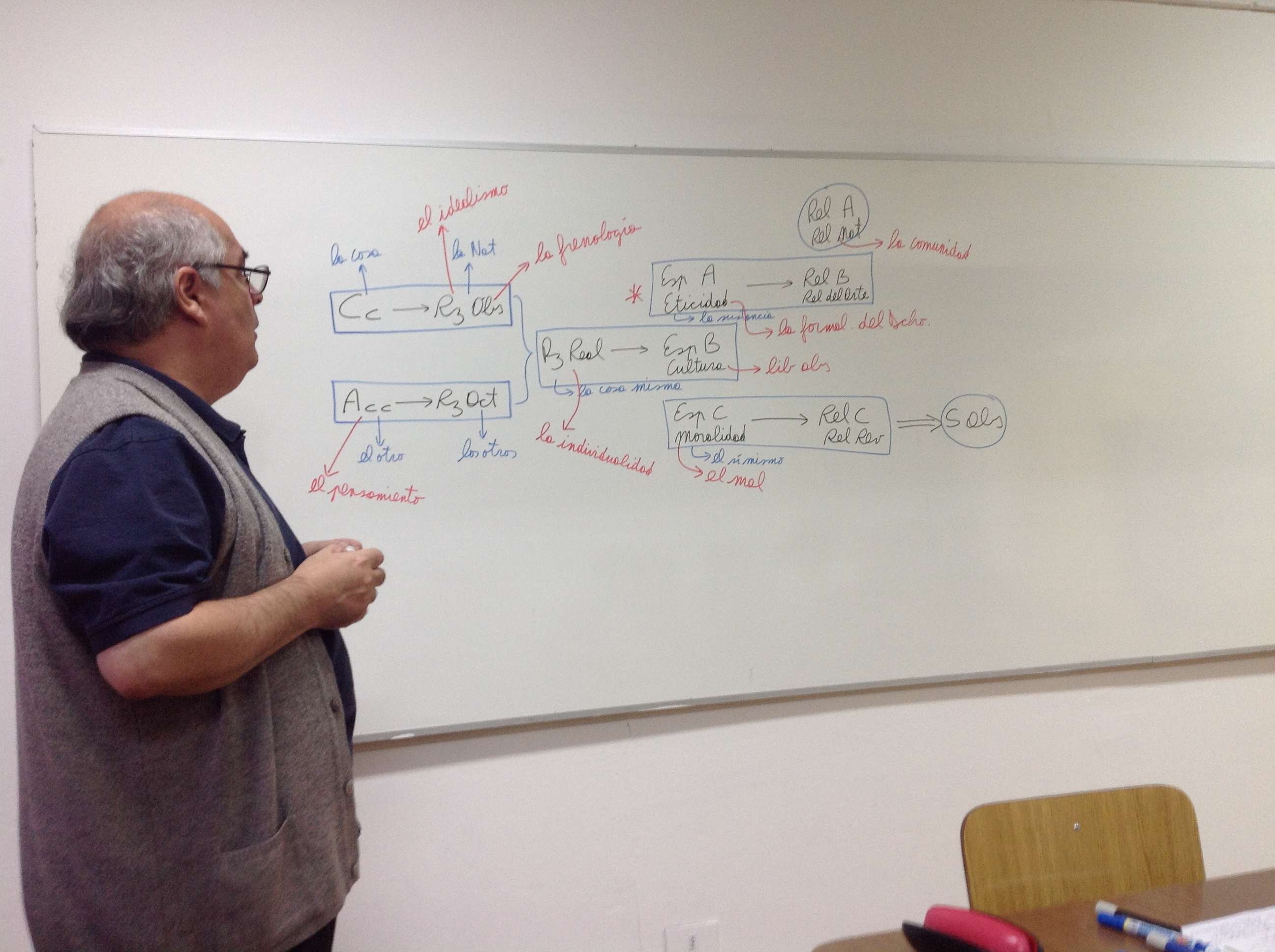
Carlos Pérez Soto dicta una clase sobre la Fenomenología del espíritu de Hegel

Comenzó a ejercer la docencia en la educación superior en 1984, en el Instituto de Arte y Ciencias Sociales que agrupaba a intelectuales opositores a la dictadura de Pinochet y que en 1991 se convirtió en la Universidad ARCIS. Continuó como profesor universitario dando cursos sobre epistemología y filosofía de la ciencia en escuelas de Psicología, primeramente en la Universidad Diego Portales y enseguida en la Universidad de Chile. A fines de la década de los '80 ya era muy conocido entre estudiantes y académicos por su enfoque crítico, sus análisis marxistas y sus propuestas políticas concretas. En este contexto recibió invitaciones a dar cursos y conferencias en numerosas universidades chilenas, de modo que los años que siguen se caracterizan por una intensa actividad docente.
En la última década ha impartido cursos regulares y seminarios electivos en la Universidad de Chile (Facultad de Derecho), en la Universidad Católica de Valparaíso (Escuela de Psicología), en la Universidad Nacional Andrés Bello (Escuela de Sociología), en la Universidad de Santiago (Departamento de Filosofía), en la Universidad Academia de Humanismo Cristiano (Escuela de Danza) y en la Universidad Finis Terrae (Escuela de Teatro).
A fines de los '90 comenzó además a dictar algunos seminarios y conferencias fuera de Chile, en la Universidad Autónoma de Barcelona, sobre Hegel (1997) y sobre marxismo (1999), como asimismo en Cali, en la Universidad del Valle, sobre epistemología y dialéctica (1998).

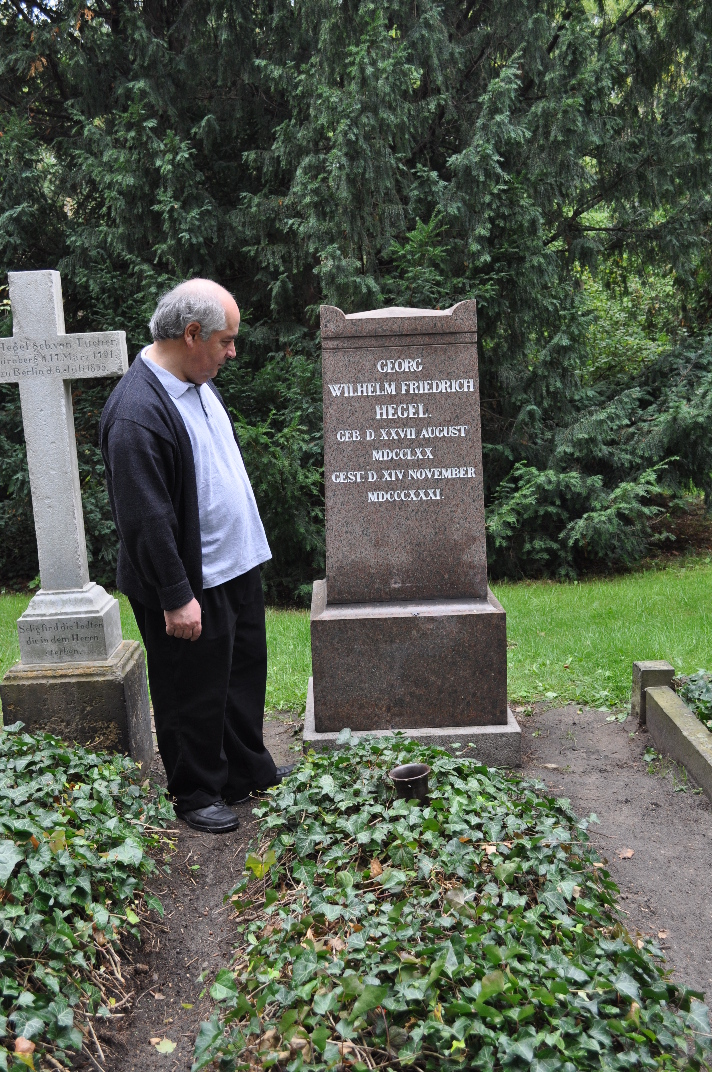
Pérez Soto junto a la tumba de Hegel en Berlín

En la Universidad ARCIS, donde ha concentrado su quehacer académico, además de la docencia en cursos regulares de la Escuela de Psicología, (Teorías y sistemas psicológicos) y de la Escuela de Sociología (Epistemología; Clásicos del pensamiento social — Marx; Ciencia, tecnología y sociedad), Filosofía (Filosofía de la Ciencia), Ciencia política (Teoría del poder y del estado) y Pedagogía en danza (Historia de la danza), ejerció como investigador sénior del Centro de Investigaciones Sociales y como Coordinador de Informática Académica.
Como intelectual marxista ha sido entrevistado por la prensa de izquierdas con alguna frecuencia, principalmente porque ha hecho aportes teóricos relevantes para la discusión política. En el contexto del movimiento estudiantil de 2011 y 2012 participó activamente, aportando análisis y propuestas para la transformación del modelo educativo chileno.
Su análisis de clases del tipo de sociedad que se configura bajo modelo económico neoliberal, ha despertado el interés de organizaciones internacionales para dar conferencias sobre este tema.
También entre los estudiosos de Hegel, así como de la recepción de Hegel y Marx en la Escuela de Frankfurt, principalmente Herbert Marcuse, Carlos Pérez es un conferencista habitual de encuentros internacionales. A la vasta actividad docente en cursos regulares y electivos de las universidades, se suma una serie de seminarios semestrales libres que viene realizando desde 2009 sobre la Fenomenología del espíritu de Hegel, sobre marxismo y psicoanálisis, teoría crítica del derecho, historia del marxismo, Carl Sagan: Introducción a la filosofía natural actual.
A partir de 2009 ejerce además como profesor de epistemología en varios programas de postgrado (magíster y doctorado) en la Universidad Andrés Bello y en la Universidad ARCIS abordando en sus clases y seminarios la reflexión crítica sobre aspectos metodológicos de las ciencias sociales. Él mismo suele presentarse como profesor de física, “una provocación contra el establishment académico”, según ha declarado. La prensa nacional, en cambo, prefiere citarlo como un “gran epistemólogo”
Desde 2013 ha decidido publicar sus libros bajo una licencia Creative Commons, CC BY-NC-ND (que permite copiar y distribuir los textos libremente y de manera gratuita, siempre que se mencione la fuente; no pueden ser alterados, ni usados con fines comerciales).
Desde el 23 de noviembre de 2022, es integrante de la Junta Directiva de la Universidad Metropolitana de Ciencias de la Educación (UMCE), como uno de los tres integrantes del organismo superior de dicha casa de estudios, designados/as por el presidente de la República de Chile.
Actualmente es profesor de Filosofía de las Ciencias en el Programa Académico de Bachillerato de la Universidad de Chile y de Filosofía de la Universidad de Santiago..

## Aporte teórico e ideas principales
En epistemología, ha desarrollado un análisis histórico y dialéctico del concepto de ciencia, más precisamente:
- El desarrollo de la idea de que el método científico debe ser considerado como una lógica de legitimación de la comunidad científica;
- la propuesta de una reconstrucción racional de la historia de la filosofía de la ciencia a partir de la cual es posible criticar la pretensión de verdad que se sigue del método científico;
- el desarrollo de un concepto histórico de ciencia a partir de una crítica marxista del anarquismo epistemológico de Paul Feyerabend;
- la formulación de una crítica de la subjetividad pública imperante en las capas medias a partir de un concepto histórico y social de la psicología moderna.

Desde el punto de vista político, Carlos Pérez sitúa su enfoque teórico y propuestas para la práctica política en el “marxismo hegeliano” postura que, según señala, podría constituirse en el sustento filosófico para el surgimiento de un marxismo de nuevo tipo. Aquí destacan los siguientes aportes:
- La idea de que la burocracia debe ser considerada como una clase social en el sentido marxista del término “clase”;
- la formulación de una crítica marxista del régimen imperante en los países socialistas, fundada en el concepto de burocracia como clase;
- la realización de una crítica de los procesos de burocratización objetiva ocurridos en el capitalismo avanzado;
- la consideración histórica de que el vanguardismo político contiene la posibilidad objetiva de apuntalar un régimen burocrático;
- la propuesta de una reconstrucción de la teoría marxista fundada en una lectura materialista de la filosofía de Hegel.

Sus proposiciones de una nueva antipsiquiatría son también un programa político. Se centran en una crítica profunda de las prácticas psiquiátricas, en la necesidad de la desmedicalización y desprivatización de los síntomas para devolver los problemas al ámbito real de su generación, origen y mantenimiento: la esfera de lo social. Entre otras diferencias con los postulados de la antipsiquiatría del siglo XX (por ejemplo las propuestas de Laing, Cooper o Basaglia) la "nueva" antipsiquiatría que Pérez Soto promueve es aquella que supera también los aspectos paternalistas de las "casas de acogida", yendo más allá de la lógica de organizar una atención psiquiátrica más humana o de mejor calidad, para abrir paso a una antipsiquiatría que surge desde los propios afectados. Aparte del resumen y conexión histórica de los distintos momentos de la psiquiatría crítica y la antipsiquiatría, destacan aquí principalmente dos aportes puntuales de Carlos Pérez:
- El desarrollo de una crítica de los procesos de medicalización de las alteraciones del comportamiento.
- La propuesta de distinciones para criticar la medicalización y mercantilización de la medicina actual.

En arte y danza, constituyen aportes relevantes:
- Su propuesta de una reconstrucción teóricamente fundada de la historia de la danza moderna en su tradición europea y a lo largo del siglo XX;
- su propuesta de distinciones técnicas de estilo en la danza contemporánea;
- sus propuestas o distinciones teóricas respecto del arte político, el uso político del arte y la política, propia del gremio artístico.

Con su segundo libro Comentar obras de danza, dio por terminada su excursión por la historia de la danza. Según explica, porque quiere volver al eje central de sus desarrollos.

En general escribo sobre marxismo, ese es el centro de todas mis reflexiones. Desde allí he incursionado en la epistemología y en la filosofía de la ciencia, en psicología crítica y antipsiquiatría. Probablemente a partir de ahora escribiré mucho más sobre la filosofía hegeliana, a la que he dedicado largos años de estudio. Salvo en las materias más generales de la estética y la historia del arte, este libro es para mí el fin de un ciclo, y una despedida
Pérez Soto, C. Comentar obras de danza, p. 244, febrero de 2012

## Obras

### Libros
- Sobre la condición social de la psicología. 1a edición, ARCIS - LOM, Santiago, octubre de 1996, 2a edición, ampliada, LOM, Santiago, 2009, ISBN 978-956-00-0108-5
- Epistemología de la ciencia. Edición del Instituto de Educación y Pedagogía, Universidad del Valle, Santiago de Cali, Colombia, marzo de 1998,
- Sobre un concepto histórico de ciencia. 1a. edición, ARCIS - LOM, Santiago, octubre de 1998, 2a. edición revisada, LOM, Santiago, julio de 2008, ISBN 956282991X, 978-956-282-991-5
- Comunistas otra vez, para una crítica del poder burocrático. 1a. edición, ARCIS - LOM, Santiago, 2001,	2a. edición revisada, LOM, Santiago, julio de 2008, ISBN 978-956-282-988-5
- Sobre Hegel. 1a. edición , Editorial Palinodia, Santiago, 2006, 2a. edición revisada, LOM, Santiago, 2010, ISBN 956843805X, 978-956-843-805-0
- Proposición de un marxismo hegeliano. 1a. edición, Editorial Universidad ARCIS, Santiago, 2008, ISBN 978-956-8114-78-7. 2a. edición, revisada y ampliada, publicada en Internet bajo licencia Creative Commons, 2013
- Proposiciones en torno a la historia de la danza. Editorial LOM, Santiago, 2008, ISBN 9560000071, 978-956-00-0007-1
- Desde Hegel, para una crítica radical de las ciencias sociales. Editorial Itaca, Ciudad de México, México, 2008, ISBN 9689325116, 978-968-93-2511-6
- Una nueva antipsiquiatría. Editorial LOM, Santiago, 2012, ISBN 978-956-00-0361-4
- Comentar obras de danza. Publicado en Internet bajo licencia Creative Commons, 2013
- Marxismo y movimiento popular. Publicado en Internet bajo licencia Creative Commons, 2013
- "Marxismo aquí y ahora". Editorial Triángulo, 2014.
- "Sobre la relación entre Hegel y Marx" LOM ediciones. 1a. edición, diciembre de 2019.

### Artículos (selección)
- En defensa de un marxismo hegeliano, en edición chilena de Actuelle Marx, ARCIS, 2003 (Ponencia presentada en el encuentro Kommunismus, en la Universidad de Fráncfort, República Federal Alemana, en noviembre de 2003)
- La danza como forma artística, Revista Aisthesis Nº 43, Instituto de Estética, Universidad Católica de Chile, julio de 2008
- Derecho a la violencia y violencia del derecho, Revista Derecho y Humanidades N° 20, Facultad de Derecho, Universidad de Chile, 2012. Publicado en Brasil en la revista Arma da Critica, N° 4, diciembre de 2012, indexada en Latindex.
- Vaguedad en el realismo jurídico, Revista Derecho y Humanidades N° 19, Facultad de Derecho, Universidad de Chile, 2012